# Княжата
Княжата — 1) у Великому князівстві Литовському — представники привілейованої групи васалів, яка складалася з нащадків удільних князів XIV—XVI ст. Мали різні привілеї і за часів Речі Посполитої входили до вального сейму;
2) у Росії в XV–XVII ст. нащадки удільних князів (Рюриковичів, Гедиміновичів). Найвельможніші княжата входили до складу титулованого боярства. Княжата-бояри до середини XVI ст. (до ослаблення їхнього політичного впливу та економічного становища за царя Івана IV) зберігали у своїх володіннях певну незалежність від центральної влади. На початку XVII ст. більшість княжат у правовому та економічному становищі були зрівняні зі служилими людьми.